# تريفور أندرسون
تريفور أندرسون (بالإنجليزية: Trevor Anderson)‏ (3 مارس 1951 بلفاست المملكة المتحدة لبريطانيا العظمى وأيرلندا - ) هو لاعب كرة قدم أيرلندي شمالي يلعب كمهاجم.

## روابط خارجية
- تريفور أندرسون على موقع الاتحاد الأوربي (الإنجليزية)
- تريفور أندرسون على موقع قاعدة بيانات كرة القدم.إي يو (الإنجليزية)
- تريفور أندرسون على موقع ناشيونال فوتبول تيمز (الإنجليزية)
- تريفور أندرسون على موقع عالم كرة القدم.نت (الإنجليزية)